# موبی‌دیک (فیلم ۲۰۱۰)
«موبی‌دیک» (انگلیسی: Moby Dick (2010 film)) یک فیلم است که در سال ۲۰۱۰ منتشر شد. از بازیگران آن می‌توان به بری باستویک، رنی اوکانر، و آیشا تایلر اشاره کرد.